# Zuriáin
Zuriáin (baskisch Zuriain) ist ein kleiner Ort am Jakobsweg im baskischsprachigen Teil der Autonomen Gemeinschaft Navarra. Administrativ gehört der Ort zur Gemeinde Esteríbar.
Im Dorf gibt es die mittelalterliche Kirche San Millán, die im 16./17. Jahrhundert restauriert wurde.